# Koinos
Koinos (též Coenus) údajně byl druhým králem Makedonie a synem Káranose. Přesná doby jeho vlády není známa.
Podle starověkých královských seznamů vládl 12 let; podle Diodora 28. Během jeho vlády se konaly první starověké olympijské hry. Jeho nástupcem byl Tyrimmas.
Historicita Koinose stejně jako jeho otce Káranose je nejistá.